# TECHO (organización)
TECHO, también conocida como Un Techo para mi País (UTPMP), es una organización sin fines de lucro que moviliza jóvenes voluntarios para luchar contra la pobreza extrema en América Latina, mediante la construcción de viviendas de transición y la implementación de programas de inclusión social. Fue fundada el sacerdote jesuita Felipe Berríos y, trabajando con más de 720,000 voluntarios, ha construido casas para más de 102,400 familias en 19 países de América Latina y el Caribe y 2 oficinas ubicadas en Miami, Florida, 
Estados Unidos y Londres, Inglaterra, Reino Unido que funcionan como centros de fondos.
Un Techo para Chile era anteriormente una organización separada. A partir de 2012, Un Techo para mi País y Un Techo para Chile se convirtieron en una sola institución denominada TECHO.

## Historia
Un Techo para Chile fue fundado en 1997 por el sacerdote jesuita Felipe Berríos, junto con un grupo de estudiantes universitarios. En 2001 comenzó a expandirse a otros países bajo el nombre Un Techo para mi País. En 2012 se cambió el nombre a TECHO.
La organización tiene una larga trayectoria de respuesta a situaciones de desastre, como terremotos en Perú (2007), Haití (2010) y Chile (2010). TECHO fue una de las primeras organizaciones en comenzar a construir casas después del terremoto de Haití de 2010, y recibió una subvención del Banco Interamericano de Desarrollo para construir 10,000 casas allí. La construcción comenzó en Canaan, Haití, en 2010.
En particular, TECHO acuñó el término "Precaria" como marco para visualizar la pobreza latinoamericana como un país. Esto ha sido adoptado por numerosas figuras destacadas, entre ellas la expresidenta de Chile Michelle Bachelet, la escritora Isabel Allende y el experto argentino en responsabilidad social corporativa Bernardo Kliksberg.

## Método
TECHO es más conocido por sus proyectos de construcción a gran escala, construyendo viviendas de transición llamadas mediagua para personas que viven en barrios marginales (campamentos) en América Latina. Las casas están hechas de madera y construidas por voluntarios que trabajan junto a las familias beneficiarias. Los hogares de transición permiten que las poblaciones más pobres de América Latina tengan un refugio privado, seguro y decente; Estos resultados básicos tienen impactos a largo plazo que se están evaluando en el estudio de impacto “Construyendo un futuro más brillante: un experimento aleatorio de mejora de viviendas en barrios marginales”, dirigido por académicos del Banco Mundial y la Universidad de California, Berkeley.
En su segunda fase, TECHO coordina programas de inclusión social como educación, atención médica, desarrollo económico, microfinanzas y capacitación vocacional.  Estos programas se organizan en torno a reuniones comunitarias semanales dirigidas por residentes del área.  La tercera fase implica ayudar a los residentes a desarrollar sus propias comunidades sostenibles, incluida la construcción de viviendas permanentes.
La financiación proviene de subvenciones, apoyo corporativo y donaciones individuales.

## Trabajo

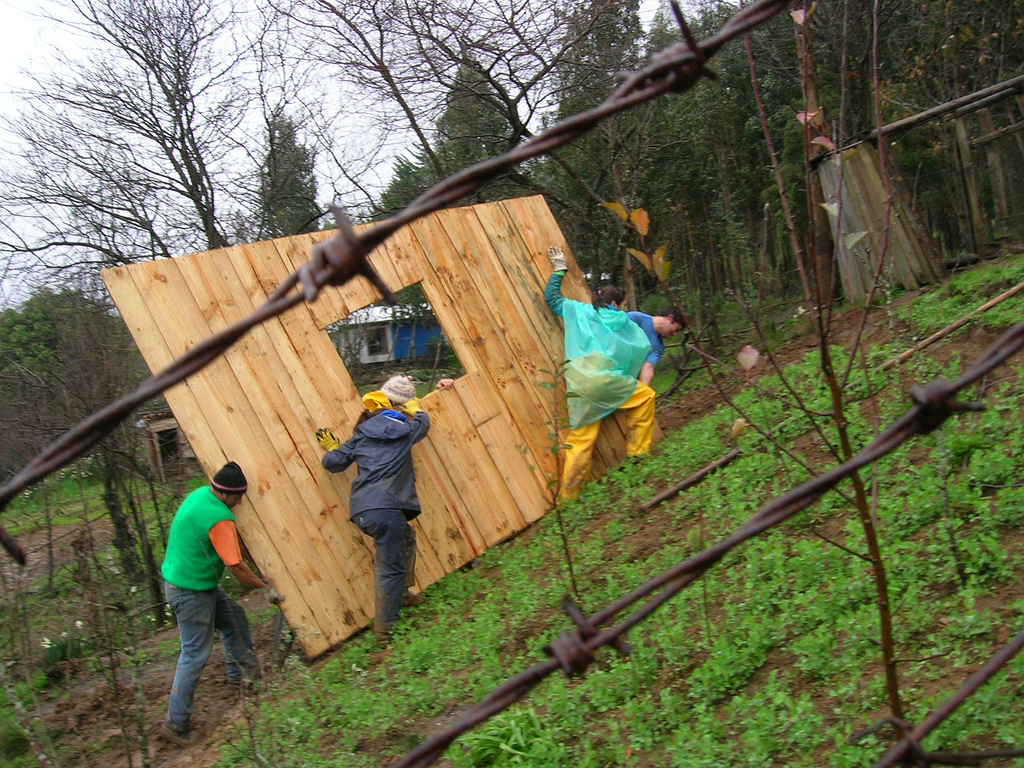
Construcción de una mediagua, llamada por la fundación "Etapa de inserción".

El trabajo de la fundación es realizado mediante 5 etapas que apuntan a la obtención de un nuevo barrio, el cual actúa como vehículo para ir desarrollando todas las áreas de una comunidad.
- Inserción: entrada de Un techo para Chile al campamento, tras lo que se inicia la construcción de viviendas de emergencia, para aliviar una primera necesidad que es contar con suelo y techo para las familias. Esta etapa termina luego de la construcción, cuando se insertan voluntarios permanentes en el campamento y se constituye una mesa de trabajo entre voluntarios y dirigentes elegidos por los pobladores.
- Mesa de trabajo: La mesa, constituida en la etapa anterior, realiza una evaluación de la situación del campamento y, sobre la base de esta, se ordena el trabajo de los voluntarios permanentes, quienes se reparten en dos  áreas:

1. "Educación", Donde los jóvenes voluntarios pueden trabajar en dos instancias, la primera llamada "Taller Nuestra sala" o "Reforzamiento escolar" ayudando a los niños y jóvenes pobladores del campamento a nivelar sus aprendizajes, enseñando métodos de estudio, hablando con apoderados, profesores y el mismo niño y ayudándolo semana a semana a estudiar. por otro lado se encuentran los TAP (talleres de aprendizaje popular) En los cuales un poblador enseña algún oficio a los demás pobladores del campamento que estén interesados, apoyado por voluntarios.
2. "Trabajo", dentro de la cual esta el "Emprendimiento", Donde se apoya y fortalece el emprendimiento en las comunidades, mejorando continuamente las capacidades de los emprendedores y los resultados de sus microempresas, gracias al apoyo de un voluntario asesor, un Consejo Empresarial y el acceso a una serie de herramientas que el programa pone a disposición, dentro de las que destacan; el Financiamiento, capacitaciones, seguimiento y un set de Desafíos a enfrentar. y la "Empleabilidad" donde se ataca a la vulnerabilidad del poblador de campamento, informándolo de sus oportunidades y beneficios, dándole habilidades básicas para insertarse en la sociedad como talleres de curriculum vitae, etc. De esta forma el voluntario se convierte en un "habilitador social" el cual le da las herramientas al poblador para poder salir adelante, atacando a las dos causantes mayoritarias de la pobreza, la educación y el trabajo, habilitando al poblador para que al salir del campamento e irse a su nuevo barrio tenga de todo para poder surgir.

- Comité de vivienda: Un techo para Chile opera como Entidad de Gestión Inmobiliaria Social (EGIS) y como Prestadores de Asistencia Técnica (PSAT), según lo estipulado por el Ministerio de Vivienda. La EGIS de la fundación asesora y supervisa los procesos de postulación a viviendas, gestiona la construcción de los proyectos con empresas inmobiliarias, y realiza estudios sobre los terrenos donde se edificarán los nuevos barrios.
- Construcción del nuevo barrio
- Consolidación del barrio

## Premios y reconocimientos
Ha recibido múltiples premios y reconocimientos, siendo los más importantes:
- 2005, Premio emprendedor Social, Schwab Foundation.[3]
- 2007, UTPMP fue distinguida por la Presidencia de Chile por su aporte a la construcción de un país socialmente equitativo con el Sello Bicentenario 2007.[4]
- 2007, MTV agentes de cambio, entregado por MTV y el BID a UTPMP- Argentina, por fomentar el protagonismo juvenil en los procesos de desarrollo de países latinoamericanos.
- 2008, UTPMP Uruguay. “Best Practices to Improve the Living Environment”, Dubai International award.[5]
- 2009, UTPMP Brasil. “Premio Joven Brasileño” reconocimiento al proyecto como destacado en la categoría nacional.[6]
- 2009, UTPMP. UN Habitat Scroll of Honour Award. Premio otorgado por el Programa de Asentamientos Humanos de las Naciones Unidas para reconocer las contribuciones sobresalientes en asentamientos humanos. Este premio es el más prestigioso a nivel mundial que se otorga a los trabajos en esta materia.[7]
- 2009, UTPMP. UNESCO y BID reconoció a UTPMP como la mejor práctica en el trabajo con y para los jóvenes de la región.  Premio “Mejores prácticas en Políticas y Programas en América Latina y el Caribe”.[3]
- 2010. UTPMP Costa Rica. Premio Derechos Humanos 2010 en la categoría Fundación.  Premio otorgado por la Fundación B'nai B'rith Costa Rica - Logia Itzjak Rabin.[8]
- 2010, Reconocimiento “Clinton Global Initiative- University” entregado por el expresidente de Estados Unidos, Bill Clinton, por el plan de construcción de viviendas de emergencia desarrollado en Haití.[9]
- 2010, Reconocimiento de Fundación Vidanta, OEA y SEGIB, por la contribución a la reducción de la pobreza y desigualdad en América Latina y el Caribe.[10]
- 2010, Premio a la Transferencia Sur-Sur de Buenas Prácticas de Vivienda y Desarrollo, entregado por PNUD y BSHF.[11]
- 2010, Premio de Derechos Humanos Rey de España, por el trabajo en la defensa y promoción de los derechos humanos y valores democráticos de Iberoamérica.[12]
- 2012, Mención honorífica del Premio Juscelino Kubitschek, entregado por BID, por los programas sociales en Chile.[13]
- 2013, Dubai International Award for Best Practices, entregado por la Municipalidad de Dubái y ONU-Habitat.[14][15]

## Países
TECHO fue fundada en Chile y tiene su sede allí. A 2012 opera en 19 países de América Latina: Argentina, Bolivia, Brasil, Chile, Colombia, Costa Rica, República Dominicana, Ecuador, El Salvador, Guatemala, Haití, Honduras, México, Nicaragua, Panamá, Paraguay, Perú. Uruguay y Venezuela.

## Precaria (país alegórico)
Precaria es un concepto sugerido en el marco de TECHO con el que se designa alegóricamente a un país imaginario, el cual estaría habitado por todos los pobres de América Latina para señalar la magnitud de esta situación contrapuesta a las ideas constitucionales pertinentes y el sistema de derechos humanos del derecho internacional (como las Metas del Milenio).
Este término ha sido empleado por la escritora Isabel Allende, la entonces presidenta de Chile Michelle Bachelet y Bernardo Kosakoff, entre otros, para crear consciencia de la pobreza en América Latina y poner de relieve la insuficiencia de los índices con los que se evalúa la satisfacción de las necesidades básicas del individuo, y por ende la precariedad. Recientemente Bernardo Kliksberg, coautor de Primero la gente junto al premio Nobel de economía Amartya Sen, se ha sumado a la campaña “Precaria: un país que nadie conoce” como una forma de combatir adecuadamente la pobreza en la región.
Este concepto se utiliza para distinguir una condición de pobreza que correspondería a una población de 180 millones de personas, lo que la convertiría en el segundo país a nivel poblacional de la región latinoamericana luego de Brasil.
Falta de acceso a oportunidades y deterioro de la autoestima causada por la precariedad son factores que no son detectados por los índices tradicionales de desarrollo. Por ello dentro de este paradigma se establece un índice de dignidad, que atiende al respeto a la dignidad humana.
En el marco de esta categorización, se considera que la población de Precaria es mestiza y se encuentran entre otros a “2 millones de chilenos, 1 millón de costarricenses, 6 millones de bolivianos, 4 millones de nicaragüenses y 5 millones de hondureños”.
Entre los embajadores de Precaria se encuentran Michelle Bachelet, directora de ONU Mujeres, la escritora Isabel Allende y Bernardo Kosakoff, exdirector de CEPAL.

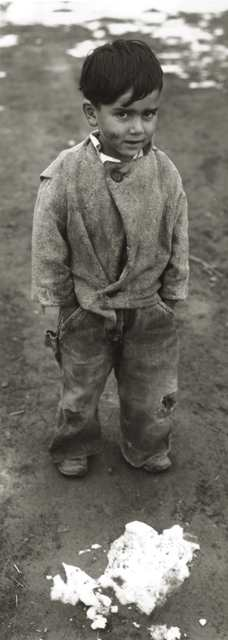
Habitante de Precaria.

Entre las carencias materiales que se padecen en “Precaria” son la falta de agua potable y de servicios básicos, y la falta de vivienda adecuada. Esta metáfora se vincula estrechamente a la organización internacional de “Un techo para mi país”, que encuentra voluntarios y actividades regulares en casi todos los países de la región. Para que Precaria achique sus fronteras, la sociedad civil se convoca y reúnen fondos y trabajo voluntario de modo de lograr una numerosa cantidad de casas en poco tiempo en diversas ciudades y pueblos de América Latina.